# 黒水晶
『黒水晶』（くろずいしょう）は、1918年（大正7年）に発表された渡辺霞亭による日本の小説であり、同作を原作とし、同年、日活向島撮影所が製作・公開した日本のサイレント映画である。

## 略歴・概要
小説『黒水晶』の初出は、渡辺霞亭の勤務先が発行する『大阪朝日新聞』、および『東京朝日新聞』紙上で、1918年（大正7年）に掲載された。同年、至誠堂から『黒水晶』前篇・後篇全2冊が刊行されている。
本作は、連載開始とともにたいへん人気となり、すぐに映画化が企画されている。日活向島撮影所では、新派スター総出演で製作された。
映画『黒水晶』は、東京国立近代美術館フィルムセンターに所蔵されていない。
小説『黒水晶』は、2009年（平成21年）12月現在、絶版である。青空文庫には収録されていないが、国立国会図書館の「近代デジタルライブラリー」にはデジタル画像で公開されている。 ⇒ #ビブリオグラフィ

## 映画
『黒水晶』（くろずいしょう）は、1918年（大正2年）製作・公開、日活向島撮影所製作、日活配給による日本のサイレント映画である。同時上映は日活京都撮影所製作、尾上松之助主演の4巻ものの短篇映画『相馬大作』である。

### スタッフ・作品データ
- 監督 : 田中栄三
- 脚本 : 栗島狭衣
- 原作 : 渡辺霞亭
- 撮影 : 藤原幸三郎
- 製作 : 日活向島撮影所
- 上映時間（巻数） : 6巻
- フォーマット : 白黒映画 - スタンダードサイズ（1.33:1） - サイレント映画
- 公開日 :  日本 1918年5月13日
- 配給 :  日活
- 初回興行 : 浅草・遊楽館

### キャスト
- 大村正雄
- 藤川三之助
- 藤野秀夫
- 衣笠貞之助
- 東二郎
- 山本嘉一
- 東猛夫
- 水島亮太郎
- 横山運平

## ビブリオグラフィ
国立国会図書館蔵書。
- 『渦巻』前篇・後篇、渡辺霞亭、至誠堂、1918年

## 註
1. 1 2  OPAC NDL 検索結果、国立国会図書館、2009年12月2日閲覧。
2. ↑  渡辺霞亭、日本映画データベース、2009年12月2日閲覧。
3. ↑  所蔵映画フィルム検索システム、東京国立近代美術館フィルムセンター、2009年12月2日閲覧。
4. ↑  相馬大作、日本映画データベース、2009年12月2日閲覧。